# Ciclone Fani
Il ciclone Fani (/fɒnio/; in bengalese ফণী) è stato un ciclone tropicale che ha colpito Sri Lanka, Andhra Pradesh, India orientale (Tamil Nadu e l'Andhra Pradesh), Bangladesh (nel distretto di Cox's Bazar), e Bhutan.
Il ciclone tropicale, che ha colpito una vasta area dell'oceano Indiano, ha avuto origine da una depressione tropicale che si è formata a ovest di Sumatra il 26 aprile. In un primo momento un vento verticale ha ostacolato lo sviluppo della tempesta, ma le condizioni sono diventate più favorevoli il 30 aprile. Fani si è rapidamente intensificato e ha raggiunto la sua massima intensità il 2 maggio, avendo una portata equivalente a quella di un uragano di categoria 4 di fascia alta. Prima di arrivare sulla terraferma, si è indebolito e la sua struttura convettiva ha iniziato a perdere intensità, dissipandosi il 5 maggio.
Prima di colpire la terra ferma, le autorità dell'India e del Bangladesh hanno evacuato almeno un milione di persone in rifugi per cicloni, che si ritiene abbiano contenuto il numero delle vittime. Il bilancio delle vittime accertate sono 62, principalmente nell'India orientale e in Bangladesh.
Secondo l'agenzia AsiaNews, le autorità indiane «hanno avviato una delle evacuazioni di massa più imponenti della storia dell'India, circa 800 mila persone», a fronte di raffiche di vento che avrebbero superato i 200 chilometri orari.